# Sauvage (film, 2010)
Pour plus de détails, voir Fiche technique et Distribution.
Sauvage est un film suisse réalisé par Jean-François Amiguet, sorti en 2010.

## Synopsis
Adriana, une jeune SDF, rebelle et artiste, échappe aux forces de l'ordre suisses. Elle s'enfuit dans les Alpes, et termine sa route dans une vallée perdue du Mercantour. Dans un décors épuré, elle rencontre Bernard, un ermite, qui vit dans une vieille cabane en pierres sèches. Celui-ci pense alors reconnaitre une jeune femme qu'il a connue et perdue de vue il y a très longtemps....

## Fiche technique
- Titre : Sauvage
- Réalisation : Jean-François Amiguet
- Scénario : Jean-François Amiguet, Sandrine Bourguignon, Tieri Briet et Maria Gordoba
- Musique : Knut, Mohamed Marwane, Anna Aaron
- Photographie : Piotr Stadnicki
- Montage : Valérie Loiseleux
- Production : Pierre-André Thiébaud
- Société de production : PCT Cinéma & Télévision
- Société de distribution : Pathé Films
- Genre : Comédie dramatique
- Durée : 80 minutes
- Dates de sortie : 
  -  Suisse : 2010

## Distribution
- Jean-Luc Bideau : Bernard
- Clémentine Beaugrand : Adriana